# Hylonympha macrocerca
O beija-flor-cauda-de-tesoura, conhecido também por colibri-tesoura-azul, (nome científico: Hylonympha macrocerca), é uma espécie de ave apodiforme pertencente à família dos troquilídeos, que inclui os beija-flores. É o único representante do gênero Hylonympha, que é monotípico. Por sua vez, também é, consequentemente, a espécie-tipo deste gênero. Pode ser encontrada em altitudes entre 530 e 1200 metros, sendo endêmica do estado de Sucre ao extremo-norte da Venezuela.

## Etimologia
O nome científico deste gênero deriva da aglutinação de dois termos derivados do grego antigo, sendo tais termos, respectivamente: ὕλη, hylē, significa "floresta, bosque", adicionado do termo νύμφη, nýmphē, dentro do contexto da mitologia grega antiga, significando a palavra "ninfa", que descreveria uma jovem mulher de beleza exemplar. O descritor específico desta ave se refere ao comprimento exagerado de sua cauda, e deriva da aglutinação de dois termos gregos antigos: μακρός, makrós, que significa literalmente "comprido, grande" adicionado de κέρκος, kérkos, um termo que denota cauda, e é frequentemente utilizado dentro da nomenclatura científica: como em Cercomacra e seu descendente Cercomacroides, ou ainda, Aglaiocercus.
Seus nomes comuns dentro do português brasileiro e português europeu, respectivamente, se baseiam nas  características físicas desta ave: "beija-flor-cauda-de-tesoura" descreve o formato, que se assemelha com uma tesoura, de sua cauda; este também é o caso do nome "colibri-tesoura-azul", embora este último, além de descrever a forma de sua cauda, apresenta, ainda, uma descrição de cor desta parte do corpo. O termo "tesoura" é frequentemente utilizado para descrever o formato da cauda das aves na ornitologia.

## Descrição
Os espécimes machos do beija-flor-cauda-de-tesoura apresentam em torno de vinte centímetros, no qual a cauda representa, às vezes, mais da metade de todo seu comprimento, medindo dez centímetros, no total. Essa medida explica a diferença gritante de tamanho entre o macho e a fêmea, embora estes apresentem uma média de peso semelhante, onde as fêmeas têm entre 6,5 a 8 gramas, ao que os machos têm entre 7 e 7,5 gramas. O beija-flor-cauda-de-tesoura apresenta a característica marcante dos troquilíneos: com o bico preto ligeiramente curvilíneo, porém não apresentam a mandíbula rosada.
A região central do píleo e testa do macho apresenta um violeta-brilhante, ao que as laterais mostram-se mais esverdeadas, quase negras; as suas costas são esverdeadas e metálicas, com uma lavagem em tom dourado na parte do pescoço. A garganta e abdômen são verde-esmeralda, que vai se tornando ainda mais escuro conforme mais perto da cauda, chegando ao preto na região da barriga, com manchas verdes nos flancos. A cauda do macho, azul-turquesa metálico, é extremamente bifurcada.
Esta espécie apresenta um dimorfismo sexual muito acentuado, uma característica frequente na tribo dos lampornitíneos. As fêmeas têm as partes superiores em verde-escuro brilhante, incluindo testa e o píleo. A garganta e o peito são brancos, manchados de verde, com exceção do centro do abdômen. As coberteiras infracaudais são castanho-avermelhadas. A cauda é bifurcada, mas não tão dramaticamente quanto a do macho. As penas centrais são verdes na base e azul aço na ponta. As penas externas são canela e pontas são bege.

## Sistemática
Este gênero foi introduzido primeiramente no ano de 1873, assim como sua única espécie, pelo ornitólogo inglês John Gould, que construiu sua carreira através de ilustrações científicas de beija-flores. O ornitólogo descreveria a espécie em seu catálogo de espécies e monografias de troquilídeos, a partir de um espécime que se acredita oriundo da Venezuela, embora não se saiba sua verdadeira origem. O único representante de seu gênero, este se classifica um monotipo, com sua única espécie sendo espécie-tipo. Uma proposta para reclassificar esta espécie dentro de Eugenes foi apresentada, porém não foi reconhecida por nenhum identificador taxonômico internacional. Em 2007, um estudo reclassificaria esta espécie na tribo Lampornithini, em uma reclassificação atualizada da subfamília Trochilinae. Não estão reconhecidas quaisquer subespécies existentes para o beija-flor-cauda-de-tesoura.

## Distribuição e habitat
O beija-flor-de-cauda-tesoura é encontrado apenas na península de Paria, no nordeste da Venezuela. Habita principalmente o interior das florestas subtropicais e tropicais úmidas maduras e florestas nubladas, esta ave também é encontrado em bordas de floresta e em pequenas clareiras. Em elevação, se encontra entre os 500 metros e 1200 metros acima do nível do mar.

## Comportamento
O beija-flor-de-cauda-tesoura é uma espécie de ave sedentária, não realizando nenhum tipo de migração sazonal de elevação.

### Alimentação
O beija-flor-cauda-de-tesoura alimenta-se com néctar de uma variedade de plantas floridas, principalmente bromélias floridas e também com flores de plantas como Heliconia e Costus. As fêmeas podem defender territórios de alimentação. Além do néctar, a espécie se alimenta de artrópodes por meio da coleta da vegetação e da caça enquanto voa.

### Reprodução
Não se sabe sobre a fenologia reprodutiva do beija-flor-cauda-de-tesoura.

### Vocalização
O que se acredita ser a vocalização do beija-flor-de-cauda-tesoura é "uma explosão curta e pulsante...'tsi-si-sip...tsi-si-sip...tsi-si-sip...' ou ' tsi-sip...tsi-sip...tsi-sip...'".